# Shelley Taylor Morgan
Shelley Taylor Morgan (Charleston, ...) è un'attrice statunitense.

## Biografia
Figlia unica  è nata a Charleston nel West Virginia. Arrivata a Los Angeles studia al "Emerson Junior High School" finendo gli studi all'"University High School". Inizia a lavorare come segretaria ma dal 1978 decide di dedicarsi al suo sogno: diventare attrice.

## Filmografia
- La spada a tre lame (The Sword and the Sorcerer) (1982)
- Kiss Games (My Tutor) (1983)
- Scarface (Scarface) (1983)
- General Hospital (General Hospital) (1984-1986) Serie TV
- Malibu Express (1985)
- Prendi il mio cuore (Cross My Heart) (1987)
- Hunter (Hunter), negli episodi "Ombre" (1987), "Violenza a domicilio 1ª parte" (1987), "Violenza a domicilio 2ª parte" (1987) e "Violenza a domicilio 3ª parte" (1987)
- Il tempo della nostra vita (Days of Our Lives) (1989) Serie TV
- Racconti di mezzanotte (Tales from the Crypt), nell'episodio "The Ventriloquist's Dummy" (1990)
- Ancora una volta (Once and Again), nell'episodio "Mediation" (2000)